# Gönpawa Wangchug Gyeltshen
| Tibetische Bezeichnung                                  |
| ------------------------------------------------------- |
| Tibetische Schrift: dgon pa ba dbang phyug rgyal mtshan |
| Chinesische Bezeichnung                                 |
| Vereinfacht: 贡巴瓦•旺曲坚赞                            |
| Pinyin:Gongbawa Wangqu Jianzan                          |

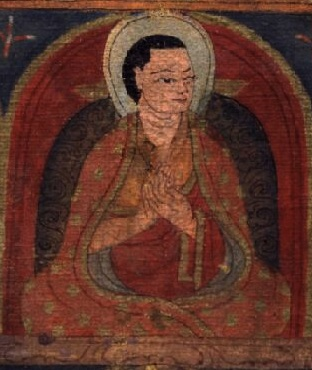
Gönpawa Wangchug Gyeltshen

Gönpawa Wangchug Gyeltshen (tib. dgon pa ba dbang phyug rgyal mtshan; kurz: Gönpawa; geb. 1016; gest. 1082) war ein Geistlicher der Kadam-Schule des tibetischen Buddhismus. Er war Schüler Drom Tönpas und Träger wichtiger alter Kadam-Überlieferungslinien. Er war der 3. Abt des Klosters Radreng (rwa sgreng). Neusurpa Yeshe Bar (sNe'u zur pa Ye shes 'bar) war sein Hauptschüler.